# Liste des maîtres de la province d'Italie de l'ordre du Temple
Pour un article plus général, voir Liste des maîtres de province de l'ordre du Temple.
Cet article présente une liste des maîtres de la province d'Italie de l'ordre du Temple.

## Province d'Italie
Les maîtres désignés comme étant maîtres de la province d'Italie (per Ytalia) n'administraient qu'une partie de la péninsule italienne ainsi que la Sardaigne. Le sud de la péninsule correspondait à une voire deux provinces distinctes selon les auteurs, à savoir les Pouilles et la Sicile. Il semble que le territoire de cette province incluait le Latium, la Lombardie, Les Marches, l'Ombrie (ou duché de Spolète), le Patrimoine de saint Pierre, la Toscane (ou Tuscie lombarde) et l'île de Sardaigne. La majeure partie de l'actuelle région de Campanie dépendait de la province des Pouilles exception faite de l'enclave du Bénévent qui appartenait aux États pontificaux, la frontière entre ces deux provinces étant à l'époque celle qui séparait la Campagne et Maritime (dans le Latium) et la terre de Labour (à cheval sur les deux régions actuelles).
Les États pontificaux choisissaient parmi les maîtres templiers ou hospitaliers ses cubiculaires (chambriers), à qui étaient confiées certaines missions délicates. Certains exerçant même la fonction de trésorier.
La commanderie d'Aventino était l'un des lieux privilégié de résidence des maîtres de cette province mais ce ne fut pas toujours le cas.
À partir de 1285, il semblerait que les maîtres de cette province étaient uniquement désignés par le titre de maître de Lombardie, parfois de Lombardie et de Tuscie (Toscane) notamment Guillaume de Noves en 1285 ou encore Giacomo da Montecucco en 1303.
| Maître | Période de maîtrise | Commentaires et autre(s) fonction(s) |
| --- | ------------------- | --- |
| Boniface (Bonifacio) | 1167 - 1169         | (la): Bonifacius 1164 (ou 1174): « dominus magister Bonifacius ; in manum Domini magistri Bonifacii » 1167: « Bonifacius, de rebus Templi in Italia magister et procurator » c. 1169: « Bonifacio magistro & fratribus militie Templi de Lombardia » |
| Robold de Moncalvo (Roboaldo di Moncalvo)                                                                                | 1179                | « magister omnium mansionum Templi Ierosolimitani in Italia » |
| Albert (Alberico) | ? - 1190            | (la): Albricus 1190 : « magister Hyerosolimitani Templi in Italia » |
| Gaimardo (Gaimaro) | 1191                | 1190: « magister Marchie et Lombardie » 1191: « omnium mansionum Templi in Italie preceptor » |
| Henri de Sal (Aymeric, Aimerico de Saliis)                                                                               | vers 1203           | (la): Aymericus de Salucijs 1204 : « domorum milicie Templi in Ytalia humilis preceptor » |
| Barozio | 1205                | (la): Barocio 17 mai 1205: Commandeur de la baillie de Lombardie (1200, 1204) Se trouvait à Constantinople en mai 1204 |
| Giovanni Lombardo | 1222                | 1222: « domorum militie templi in Italia preceptor sive secundum vocabula Lombardorum magister » |
| Guillaume de Melzo (Guiglielmo da Melzo)                                                                                 | 1227                | « maior magister mansionum Templi tocius Ytalie » |
| Gerardo | 1231                | « Militie Templi in Italie magister » |
| Heinrich le Teuton (Enrico Teutonico)                                                                                    | 1239 - 1242         | (la):Henricus, Heinricus 06 fév. 1240: « fratri Henrico preceptori domorum militie Templi in Italia fideli suo ; quod frater Heinricus domorum militie Templi in Italia preceptor, devotus et fidelis noster » 6 juin 1241: « Henrico, preceptori domus militie Templi in Ytalia » Commandeur de Pavie (1252) [?] |
| Goffredo Lupi di Soragna                                                                                                 | 1244                | |
| Jacques de Bois (Giacomo de Boscho)                                                                                      | 1245                | (la): Jacobus de Boscho 1245 : « magister et preceptor totius Ytalie » |
| Dalmazio de Funucccaria (Dalmazio de Fenolar, d'origine catalane)                                                        | 1254 - 1256         | 1255: « dalmacio de fenolar, Magistro et preceptore domorum et Mansionum Militie Templi per totam Italiam generalis nomine » |
| Pierre Fernandi (Pietro Fernandi)                                                                                        | 1259 - 1260         | 1259: « frater Petrus Fernandi Magister Domus Militie Templi in Italia » août 1259: « Item, frater Thomas Berardi dei gratia pauperis militie Templi magister humilis, dilecto suo viro religioso et honesto fratri Petro Fernandi preceptori domorum militie eiusdem in Ytalia » |
| Ermanno di Osimo | 1266                | |
| Henri de Trévise (Enrico da Treviso)                                                                                     | 1268 - 1271         | (la): Henricus de Trivixio février 1268: « fr. Henricus de Trevixio, magister Domorum et Mansionum Milicie Templi in Italia » 1271: « fr. Henricus de Trivixio Domorum Milicie Templi in Italia generalis... » |
| Bianco da Pigazzano (Bianco da Piacenza)                                                                                 | 1276 - 1285         | 1276-1278: « domini fratris Blanci de Pigaçano, domorum milicie Templi in Ytalia generalis preceptoris » mars 1281: Responsable des maisons du Temple de Milan, Pavie, Verzarius, Plaisance, Fiorenzuola, Crémone, Brescia, Bergame et Montesordo sans date: « domorum militie templi in Ytalia Generallis preceptor & domorum militie Templi in Lumbardia tota... » c.1285/86: « per fratrem Blancum de Placentia comitatu magnum preceptorem in Lombardia, Tuscia, Patrimonio beati Petri in Tuscia, Roma, ducatu Spoletano, Campania, Maritima, Marchia et Sardinia », procès Commandeur d'Asti (1244) Commandeur de Piacenza et Milan, Émilie-Romagne-Lombardie (1266) Tenant lieu de maître dans la baillie de Lombardie (1266, 1271), Commandeur de Plaisance (1267-1271) Recteur et ministre du Temple en Lombardie (1267) |
| Disparition du titre de maître d'Italie, on trouve à partir de 1285 le titre de maître de Lombardie, Tuscie et Sardaigne |                     | |
| fr. Guilhem de Noves dit « le provençal »                                                                                | 1285- 1290,         | (la): Guillelmus de Novis, Gulielmus Provintialis (it): Guglielmo de Noves 1285 : « quod pax et concordia inter dominum Guillelmus de Novis Magistrum Generalem in Lumbardia et Tuscia » c.1285: « frater Petrus de Bononia, presbyter et generalis procurator totius ordinis... sunt XXV anni vel circa quod fuit receptus Bononie, per fratrem Guillelmum de Novis preceptorem tunc in Lombardia » 1286: « magister domorum Templi in partibus Lumbardie, magnus preceptor Lombardie » 1er juin 1290: « fr. Guillelmi de Novis, tunc magistri generalis in Lombardia, Tuscia atque Sardinia, et fr. Artusium de Pocapagia locum dicti Magistri seu Preceptoris tunc tenentem » Maître de la province de Hongrie (1292) |
| Artusio de Pocapalea | 1290                | [Tenant lieu de maître] (la): Artusius de Pocapagia, de Pocapalgia (it): Artusio di Pocapaglia 1er juin 1290: « fr. Guillelmi de Novis, tunc magistri generalis in Lombardia, Tuscia atque Sardinia, et fr. Artusium de Pocapagia locum dicti Magistri seu Preceptoris tunc tenentem » |
| Guillaume de Canelli (Guiglielmo di Canelli)                                                                             | 1291 - 1296         | (la): Guillelmus de Canellis Envoyé en Hongrie (ap. 1296), † à son retour |
| Hugues de Verceil (Uguccione di Vercelli)                                                                                | 1300 - 1303         | Cubiculaire du Pape de 1278 à 1282, puis de 1300 à 1302,, Précepteur de l'Abbadia di Vulci à partir de 1283 |
| Giacomo da Montecucco (ou Jacopo da Montecucco)                                                                          | 1303 - 1307         | 1303: « preceptor Lombardie et Tuscie » 1304: « domini pape cubicularius et domorum militie Templi in Lombardia, Tuscia, terra Rome et Sardinia generalis preceptor atque alliarum preceptoriarum domorum militie Templi » Cubiculaire du Pape de 1304 à 1307 (?) |

On connait également les sous-divisions de cette province (baillies) et le nom de quelques dignitaires en ayant eu la charge :

### Lombardie
Cette baillie (Balivia Lumbardie) était beaucoup plus grande que la région actuelle, elle incluait les commanderies en Émilie-Romagne, en Lombardie, dans le Piémont et à priori mais sans certitudes, celles en Ligurie. À la fin du XIIIe siècle, elle avait le rang de province (se substituant globalement à la province d'Italie) et incluait également les commanderies en Vénétie. La commanderie d'Asti apparaît comme la plus importante de cette baillie. C'est après la maîtrise de Bianco da Pigazzano (c. 1271 - 1285) que le titre de maître en Italie semble se perdre au profit de celui de maître en Lombardie. Guglielmo de Noves, son successeur étant désigné à partir de 1286 comme Magnum Preceptor Lombardie et ce titre semble se substituer à la province d'Italie. L'année précédente, date de sa prise de fonction, il portait le titre de Magister Generalem in Lombardia et Tuscia.
| Maître                                                                                      | Période de maîtrise                                                                         | Commentaires et autre(s) fonction(s) |
| ------------------------------------------------------------------------------------------- | ------------------------------------------------------------------------------------------- | --- |
| Bonifacio                                                                                   | 1169                                                                                        | [Incertain] c. 1169: « Bonifacio magistro & fratribus militie Templi de Lombardia » Maître de la province d'Italie (1167) |
| Gaimardo                                                                                    | 1190                                                                                        | (également précepteur de la marche de Vérone) |
| Barozio                                                                                     | 1200 - 1204                                                                                 | 1204: « fratrem Barrochium, dudum in Lombardia domorum Templi magistrum » |
| Giovanni Lombardo                                                                           | 1222                                                                                        | (également maître d'Italie) |
| Guglielmo da Melzo                                                                          | 1227                                                                                        | (également maître d'Italie) |
| Giacomo de Balma                                                                            | 1247                                                                                        | (avait le titre de procureur du Temple en Lombardie) |
| Guglielmo da Bubbio                                                                         | 1254 -1262,                                                                                 | Lombardie seule puis précepteur de Lombardie et Tuscie en 1261-1262 c. 1260, frère Isnardo tient lieu de commandeur de cette baillie en l'absence de Guglielmo da Bubbio. |
| Oberto di Calamandrana                                                                      | ? - 1271                                                                                    | « domorum Militie Templi in Lombardia preceptor » |
| Bianco da Pigazzano (Bianco da Piacenza)                                                    | 1271 - 1285,                                                                                | 1267: « domini fratris Blanci de Placencia in Lombardia tenens locum magistri » 1268: « preceptor mansionis Placentie et rector et minister pro Templo in Lombardia » mars 1271: « fr. Blancho prec. Domorum Templi de Placentia et Mediolano, tenente locum magistri in tota bavilia Lumbardie et super Domo Templi S. Ambroxii » c.1282: « Frater Bernardus de Parma... quod jam sunt XXX anni, ... per fratrem Bianchum de Pighazzano, magnum preceptorem baluie Lombardie et Tuscie », procès (Florence septembre 1311) Commandeur d'Asti (1244) Commandeur de Milan (1266) Commandeur de Plaisance (1267-1270) Tenant lieu de commandeur de la baillie de Lombardie (1266, 1271) Recteur et ministre du Temple en Lombardie (1267) Maître de la province d'Italie (1276, 1278) Commandeur des maisons de Milan, Pavie, Toricella Verzate, Plaisance, Fiorenzuola d'Arda, Crémone, Brescia, Bergame et Montesordo (1281) ⇒ Lombardie et partie de l'Émilie-Romagne Grand commandeur de Lombardie et de Tuscie (c. 1281/82) |
| La baillie de Lombardie devient la province de Lombardie aux dépens de la province d'Italie | La baillie de Lombardie devient la province de Lombardie aux dépens de la province d'Italie | 1286 - 1307 |

### Lucques
Baillie mentionnée en 1243 (Balia de Luca) qui regroupait les possessions autour de la ville de Lucques donc des commanderies et maisons en Toscane. Fit ensuite partie de la baillie de Tuscie.

### Marche d'Ancône
Il s'agit des Commanderies ayant existé dans la région des Marches (Marchia Anconitana). La commanderie San Filippo di Osimo fut pour un temps le lieu de résidence du précepteur de cette baillie.
| Maître        | Période de maîtrise |
| ------------- | ------------------- |
| fr. Gualtiero | 1268                |

### Marche de Vérone / Marche Trévisane
(la): Preceptor domorum Templi de Marchia Tarvisana, de Marchia Trivixana 
Au milieu du XIIIe siècle, la baillie de la marche Trévisane était administrée à partir de la commanderie de Santa Maria a Campanea et c'était encore le cas en 1302 -1304. La présence de plusieurs commandeurs de cette région est attestée lors des chapitres provinciaux notamment à Plaisance en 1268 et en 1271 et peu de temps avant la chute de l'ordre (1303), la commanderie de Padoue était subordonnée au maître de la province de Lombardie, ce qui confirme l'étendue de cette province au Nord-Est de la péninsule italienne.
| Maître                          | Période de maîtrise | Commentaires et autre(s) fonction(s) |
| ------------------------------- | ------------------- | --- |
| fr. Gaimardo                    | 1190                | [Marche de Vérone] |
| fr. Ermanno                     | 1247                | [Marche Trévisane] « preceptor domus milicie Templi de Campanea et aliarum domorum de marchia Tarvisana »                                                                                       |
| fr. Giacomo                     | 1268                | février 1268: « fratre Iacobo preceptore domorum de Campanea » |
| fr. Gabriele Gambulara          | 1271                | [Marche Trévisane] mars 1271: « frater Gabriel de Gambelaria preceptor domorum Templi de marchia Trivixana » Frère, commanderie de Trévise (1247) Commandeur de la baillie de Pavie (1268) [?], |
| fr. Giovanni di Castell'Arquato | 1302 - 1304         | [Tenant lieu de commandeur] |

### Patrimoine de Saint-Pierre en Tuscie
Cette baillie se trouvait au nord du Latium.
| Maître                                         | Période de maîtrise |
| ---------------------------------------------- | ------------------- |
| fr. Guillaume de Cussac (Guiglielmo Cernerium) | c. 1300             |

### Rome
Cette baillie regroupait les commanderies autour de la ville de Rome donc une partie des commanderies du Latium. On trouve également en 1218 un précepteur commun aux baillies de Rome, Tuscie et Sardaigne ainsi qu'en 1236.
| Maître                                           | Période de maîtrise |
| ------------------------------------------------ | ------------------- |
| fr. Giovanni (Rome, Tuscie et Sardaigne)         | 1218                |
| fr. Alberto Lombardo (Rome, Tuscie et Sardaigne) | 1236                |
| fr. Pietro                                       | 1244                |
| fr. Moro « da Pigazzano »                        | c. 1300             |

### Tuscie
Il s'agit des commanderies en Toscane (Tuscia). Lorsque la province d'Italie devient la province de Lombardie (1286), on trouve fréquemment la mention Lombardie et Tuscie dans le titre de ces maîtres mais plus de traces d'un précepteur de cette baillie.
| Maître                                                                                           | Période de maîtrise |
| ------------------------------------------------------------------------------------------------ | ------------------- |
| fr. Alberto Lombardo (Rome, Tuscie et Sardaigne)                                                 | 1236                |
| fr. Alberto (Sindicus et Nuncius de Tuscie pendant la maîtrise de Dalmazio de Fenolar en Italie) | 1256                |
| fr. Giovanni di Castell'Arquato (Tuscia et Terra Romae)                                          | 1274                |